# Гановер (Мен)
Гановер (англ. Hanover) — місто (англ. town) в США, в окрузі Оксфорд штату Мен. Населення — 286 осіб (2020).

## Демографія
Згідно з переписом 2010 року, у місті мешкало 238 осіб у 116 домогосподарствах у складі 63 родин. Було 235 помешкань
Расовий склад населення:
| - 96,6 % — білих - 1,3 % — корінних американців - 0,4 % — азіатів |

До двох чи більше рас належало 1,3 %. Частка іспаномовних становила 1,7 % від усіх жителів.
За віковим діапазоном населення розподілялося таким чином: 12,6 % — особи молодші 18 років, 65,6 % — особи у віці 18—64 років, 21,8 % — особи у віці 65 років та старші. Медіана віку мешканця становила 50,0 року. На 100 осіб жіночої статі у місті припадало 107,0 чоловіків;  на 100 жінок у віці від 18 років та старших — 114,4 чоловіків також старших 18 років.
Середній дохід на одне домашнє господарство  становив 78 754 долари США (медіана — 73 906), а середній дохід на одну сім'ю — 81 732 долари (медіана — 73 438). Медіана доходів становила 65 000 доларів для чоловіків та 46 875 доларів для жінок. За межею бідності перебувало 3,4 % осіб, у тому числі 0,0 % дітей у віці до 18 років та 5,8 % осіб у віці 65 років та старших.
Цивільне працевлаштоване населення становило 92 особи. Основні галузі зайнятості: освіта, охорона здоров'я та соціальна допомога — 33,7 %, фінанси, страхування та нерухомість — 18,5 %, роздрібна торгівля — 13,0 %, виробництво — 7,6 %.